# قلعة الملك عبد العزيز (ضباء)
قلعة الملك عبد العزيز، هي أحد القلاع التي بنيت في عهد الملك عبد العزيز إبان مرحلة تأسيس المملكة العربية السعودية.

## الوصف
بنيت قلعة الملك عبد العزيز في عام 1352 هـ الموافق 1933م، على تلّة مرتفعة تشرف على السوق من جهة الغرب لتكون مقراً للحكم السعودي في المنطقة، القلعة تعد من أهم القلاع في منطقة تبوك، تقع في محافظة ضباء التابعة لمنطقة تبوك شمال غرب المملكة العربية السعودية، بنيت القلعة على هضبة مرتفعة لجعلها مقراً لإمارة المنطقة، وقد بنيت من الحجر الجيري على نمط القلاع بالمنطقة والتي تم ترميمها لتكون مرفقاً سياحياً من قبل الهيئة العامة للسياحة والتراث الوطني (وزارة السياحة حاليا). مساحة القلعة 1000 متر مربع، ويجري العمل على جعلها متحفاً بالمحافظة.

## بناء القلعة
بُنيت من الحجر الجيري على طراز القلاع العثمانية الموجودة في المنطقة، وقد زُودت بأربعة أبراج على شكل ثلاثة أرباع الدائرة، ولها باب معقود، في أعلاه لوحة تأسيسية نصها:
- لا إله إلا الله محمد رسول الله
- تأسست بأمر صاحب الجلالة ملك المملكة العربية السعودية
- عبد العزيز العبد الرحمن الفيصل السعود

وتتكون القلعة من الداخل من فناء أوسط أُقيمت على جوانبه الأربعة حجرات ومرافق كثيرة، كما تشتمل على مسجد كبير يشغل معظم الواجهة الشمالية للفناء، وفي مكان القلعة قبل العهد السعودي كان يوجد برج صغير يتألف من فناء وثلاث حجرات في الطابق الأرضي كانت تُستخدم لإقامة الجند، وغرفة واحدة في الطابق العلوي مُعدة لإقامة البلوكباشي، رئيس الجند، ومكان للمدفع خارج البرج، وقد بُني هذا البرج في نهاية العصر العثماني، وكان يتبع لناظر قلعة المويلح، ثم فُصل عنه، وفي عهد الملك عبد العزيز أُتخذ هذا البرج مقراً للشرطة والمحكمة، ثم أُزيل وبُنيت القلعة السعودية مكانه، وبجوار البرج الجنوبي الغربي للقلعة يوجد مبنى صغير أُقيم في بداية عهد الملك عبد العزيز ليكون مقراً لمدرسة البلدة، ويتكون هذا المبنى من ممر طويل تُفتح عليه ست حجرات ثلاث في كل جانب.
كما أشرف على بناء القلعة أحمد الحجيري ولعل ما يميزها حسن تعامل التصميم مع الانحدار وشدة الارتفاع لطبيعة الموقع، كما أوجب بناء جدران استنادية ضخمة ودرج إلى مدخلها الرئيس.

## الترميم
استخدمت القلعة مقراً لحرس الحدود بمدينة ضباء مما أدى إلى إضافة بعض التعديلات في تصميمها الداخلي، ثم تعرضت القلعة لإهمال مما أدى إلى تهدم جدران مبانيها وسقوط أسقف غرفها، ولذلك قامت وكالة الآثار والمتاحف بترميم القلعة عام 1420هـ الموافق 2001م للحفاظ عليها كونها معلماً تراثيا وحضارياً يشهد على المستوى الرفيع الذي بلغه العمارة التقليدية في عهد الملك عبد العزيز.

## انظر ايضاً
- ضباء
- قلعة الملك عبد العزيز (حقل)

## وصلات خارجية
- موقع القلعة على الخريطة
- صور القلعة